# Campiglia dei Berici
Campiglia dei Berici este o comună din provincia Vicenza, regiunea Veneto, Italia, cu o populație de 1.663 locuitori (1 ianuarie 2023) și o suprafață de 11,04 km².

## Demografie
Campiglia dei Berici - evoluția demografică

|  | Graficele sunt indisponibile din cauza unor probleme tehnice. Mai multe informații se găsesc la Phabricator și la wiki-ul MediaWiki. |

Date: Recensăminte sau birourile de statistică - grafică realizată de Wikipedia